# Oreste Carpi
Pour les articles homonymes, voir Carpi (homonymie).
Oreste Carpi (Poviglio, 3 novembre 1921 - Poviglio, 11 mars 2008) est un peintre italien, dessinateur, graveur et céramiste.

## Biographie
Entre 1926 et 1935 il vit à Milan où il étudie à l’École Nationale pour sourds muets.
Élève de Latino Barilli à l'École des Beaux-Arts de Parme, il intègre ensuite l'Académie des beaux-arts de Bologne, où il suit les cours de Giorgio Morandi.
De retour à Milan en 1945, il devient l'élève de Carlo Carrà à l'Académie des beaux-arts de Brera.
Il réalise en 1952 sa première exposition à Lerici, à la galerie du Château.  En 1959, il participe à la VIIIe exposition internationale de la Quadriennale de Rome et, à partir de 1960, ses expositions se succèdent  en Italie.
Carpi revient en 1959 à Parme avec sa famille, et commence à séjourner à San Terenzo, près de Lerici. Il s'intéresse également à bien d'autres arts, et en particulier il est fasciné par la gravure et la céramique.
Des expositions de Carpi sont réalisées à Rome, Milan, Paris, Madrid, Moscou, Venise, et sa peinture est présente dans les principales collections italiennes et internationales.
En 1985, la mairie de Parme présente une grande rétrospective de son œuvre.
Carpi meurt à Poviglio (Reggio Emilia) en 2008.

## Principales Expositions
- 1952 :  Lerici, Château, Peintres Emiliens
- 1959 :  Rome, VIIIe Quadriennale
- 1963 :  Bologne, Galerie Il Voltone
- 1966 :  Rome, Galerie Camino
- 1967 :  Moscou, Maison centrale des artistes soviétiques
- 1968 :  Milan, Palais de la Permanente (it)
- 1971 :  Paris, Maison de l’UNESCO
- 1974 :  Verone, Galerie San Luca
- 1981 :  Madrid, Casas de Artes
- 1985 :  Parme, Rétrospective, Monastère de la SS. Annunziata
- 2003 :  Parme, Siège de la Cassa di risparmio di Parma

## Œuvres

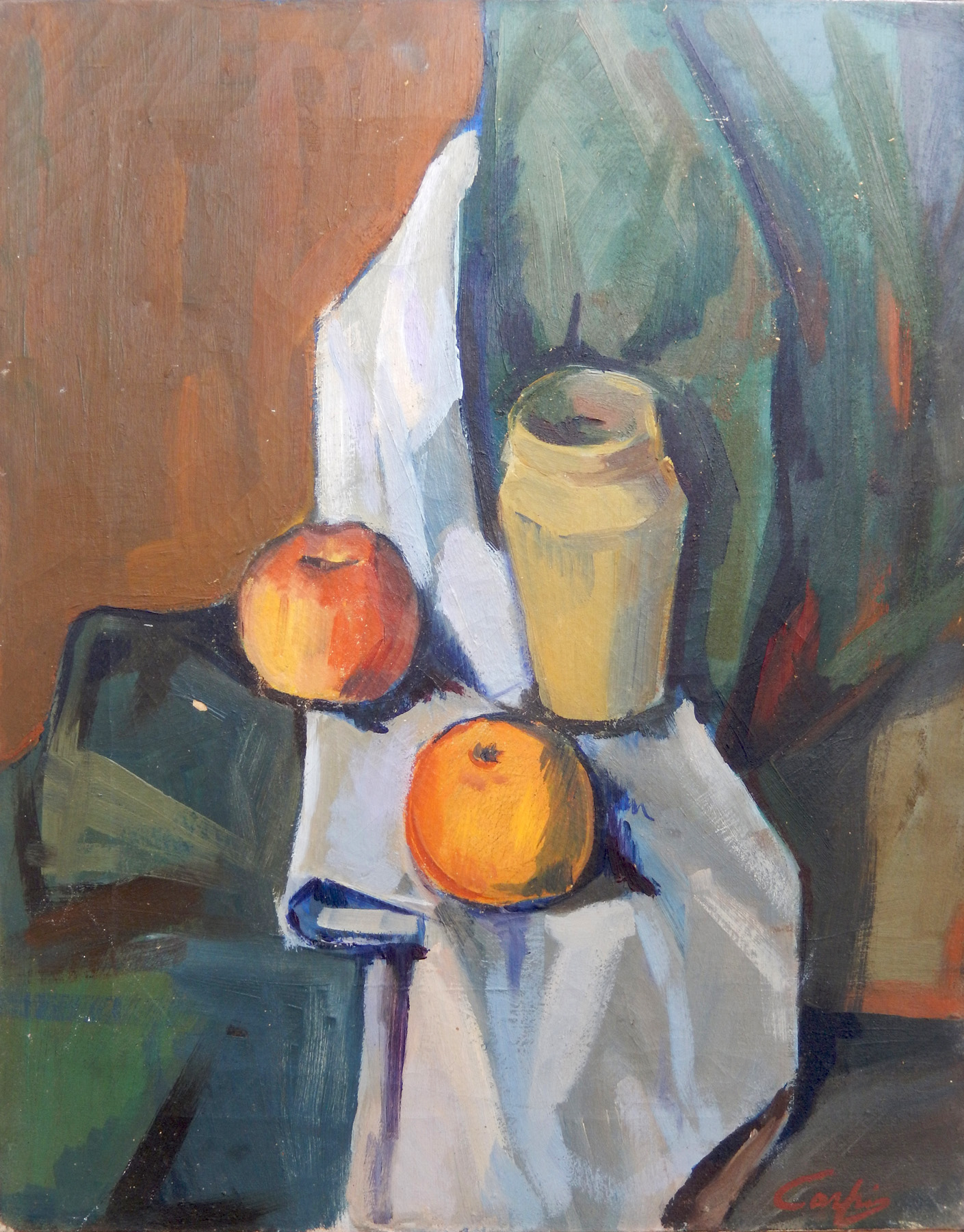
nature morte, 1945 c.
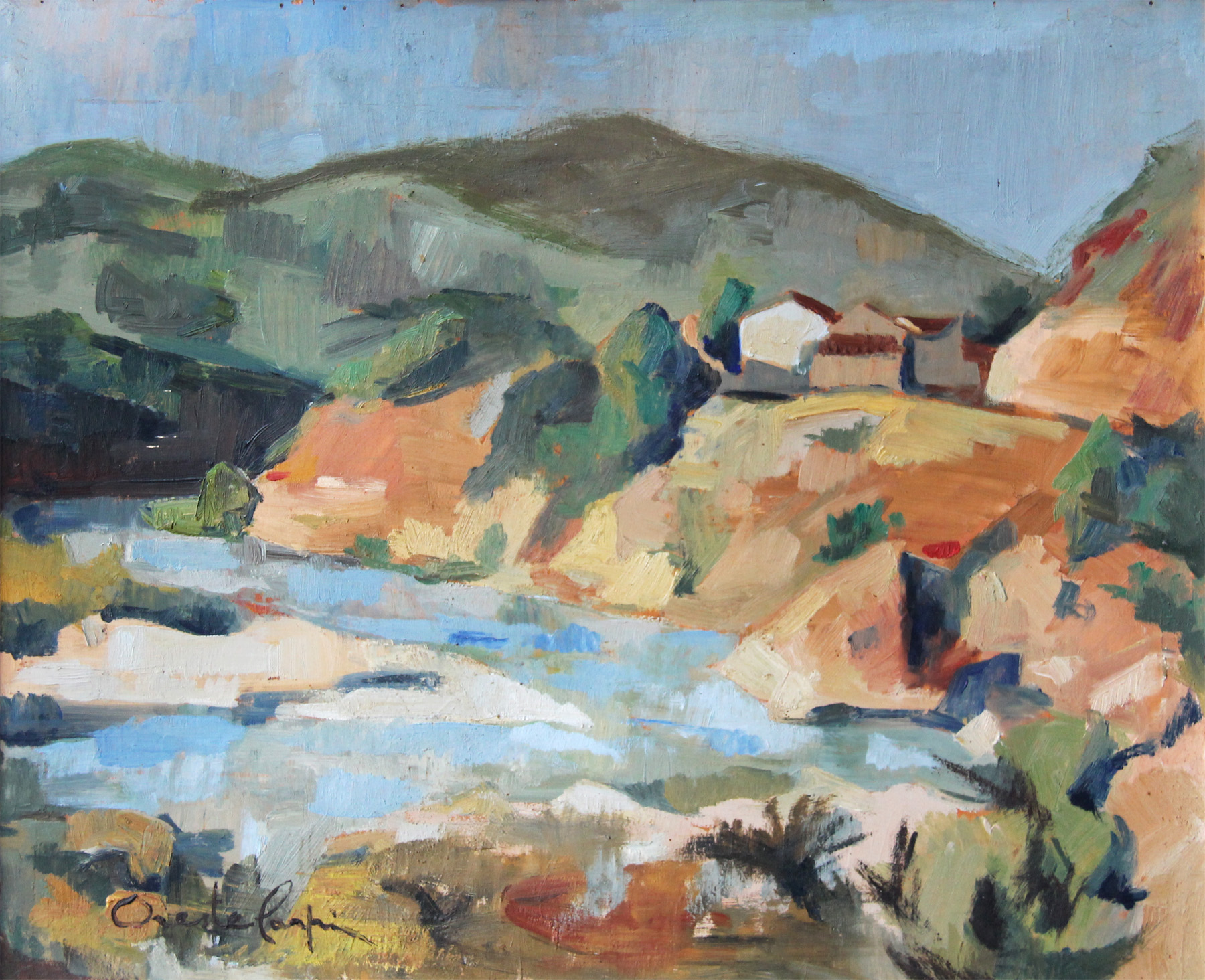
village sur le riviére Taro, 1955 c.
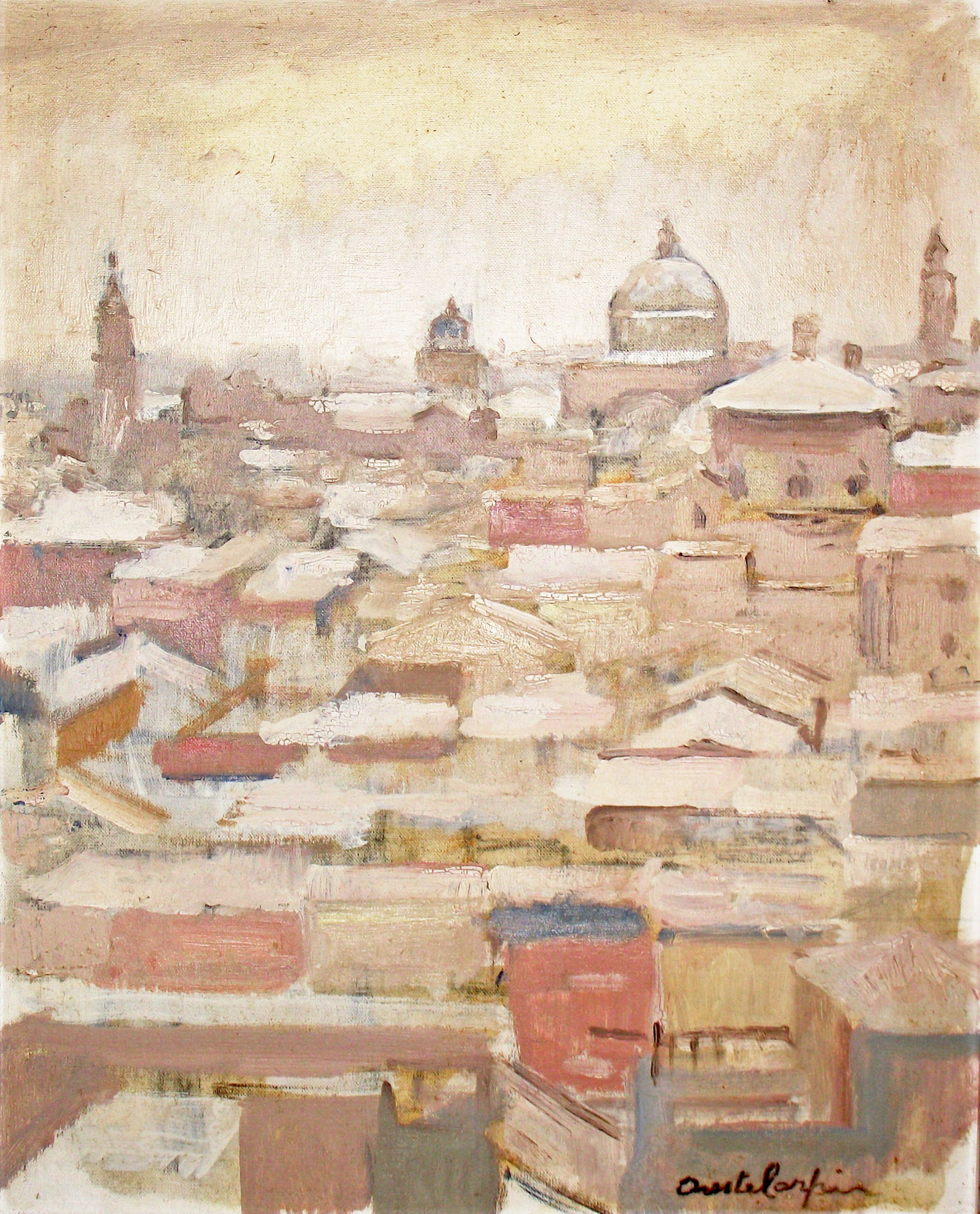
Neige sur Parme, 1985 c.
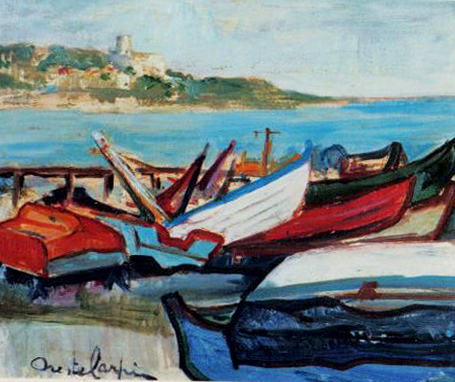
bateaux a San Terenzo (Lerici) 1985 c.
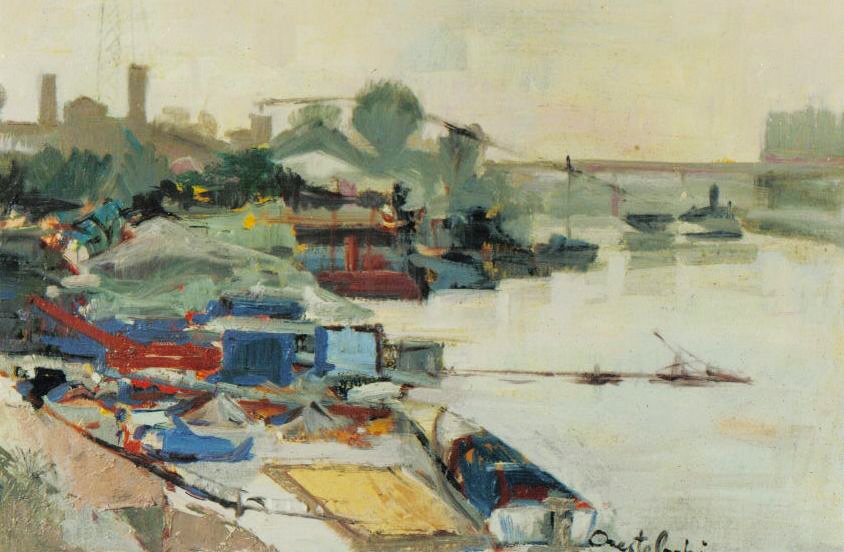
Travaux sur la rivière Po , 1980 c.